# Thorold Dickinson
Thorold Barron Dickinson (16 de noviembre de 1903, Bristol-14 de abril de 1984, Oxford) fue un director, guionista y productor de cine británico y el primer profesor universitario de cine del Reino Unido.

## Filmografía parcial

### Realizador
- 1930 : School for scandal, dirigida con Maurice Elvey
- 1932 : Shikari
- 1932 : The First Mrs. Fraser
- 1933 : Loyalties
- 1934 : Java Head
- 1936 : Calling the Tune
- 1937 : The High Command
- 1939 : The Arsenal Stadium Mystery
- 1940 : Luz de gas
- 1941 : The Prime Minister
- 1942 : The Next of Kin
- 1946 : Men of Two Worlds
- 1949 : The Queen of Spades
- 1952 : The Secret People
- 1955 : Hill 24 Doesn't Answer

## Premios y distinciones
Premios Óscar
| Año  | Categoría              | Película | Resultado |
| ---- | ---------------------- | -------- | --------- |
| 1959 | Mejor documental corto | Overture | Nominado  |

Festival Internacional de Cine de Cannes
| Año  | Categoría | Película          | Resultado |
| ---- | --------- | ----------------- | --------- |
| 1955 | Tributo   | Giv'a 24 Eina Ona | Ganador   |